# Carlos Marqués-Marcet
Carlos Marqués-Marcet (Barcelona, 1983) es un director, guionista y montador español conocido principalmente por su primer largometraje de ficción 10.000 km.

## Biografía
Carlos Marqués-Marcet estudió Comunicación Audiovisual en la Universidad Pompeu Fabra de Barcelona, donde se graduó en 2006. 
Con su segundo corto Amunt i avall ganó en 2006 el premio nacional de Jóvenes creadores de Injuve y su tercer trabajo en este formato, Fora de joc, le permitió participar en un seminario junto con Abbas Kiarostami y Víctor Erice. Con 19 años, participó en el Talent Campus del Festival Internacional de Cine de Berlín. Aullidos, su cuarto cortometraje, fue seleccionado por la revista de cine Cahiers du Cinéma  como el mejor cortometraje del año 2008.
En este mismo año, consiguió una beca de La Fundación la Caixa, y se instaló en Los Ángeles para cursar un máster de dirección cinematográfica en la facultad de cine y televisión de UCLA.
En 2009 se trasladó a Perú para dirigir su primer largometraje, en formato documental, titulado De Pizarros y Atahualpas.
Fue en su estancia en Estados Unidos cuando trabajó de director, montador, guionista y productor del corto Y’ll be alone (2010) –proyectado en festivales como el Festival internacional de cine latino de Los Ángeles, el Festival Latino Internacional HBO New York o el Festival de cine de Beijing— y del corto Yellow Ribbon (2012), cortometraje galardonado por la asociación de Directores Norteamericanos (DGA). 
En 2014, presentó su primer largometraje de ficción, 10.000 km, rodada en Barcelona. Con 10.000 km recogió diversos premios en festivales como el Festival de Málaga de Cine Español y fue galardonado con el Goya al mejor director novel y con el premio Gaudí a la mejor dirección, al mejor guion, y a la mejor película en lengua no catalana. 
Ese mismo año fue también uno de los tres cineastas escogidos para desarrollar el guion de su próximo largometraje en el programa Berlinale Residency, con una beca que le ofreció la posibilidad de vivir y trabajar en Berlín durante los tres meses que duraba el programa, escribiendo el guion de su próxima película.
Aparte de sus proyectos como director, tiene experiencia de montador en cine y televisión. Algunos de sus trabajos más destacados en este campo son Caracremada, presentado al Festival Internacional de Cine de Venecia en 2010 y Y Felt Like Love presentado al Festival de Cine de Sundance en 2013.
En noviembre de 2017 estrenó su tercer largometraje, Tierra firme, protagonizada por Oona Chaplin, Natalia Tena y David Verdaguer.
En enero de 2019 en el Festival de Róterdam estrenó Los días que vendrán,  una película que narra las vicisitudes, dudas y discusiones de una pareja con apenas un año de relación que van a tener un hijo sin haberlo planeado, rodado durante el embarazo real de la protagonista, María Rodríguez Soto, con su pareja en la vida real y coprotagonista de la película David Verdaguer. En marzo de 2019 la película logró en el Festival de Málaga de Cine en Español la Biznaga de Oro al mejor filme y la Biznaga de Plata a la mejor dirección.
En el Festival de Málaga de 2020, celebrado en el mes de agosto debido a la pandemia de Covid-19, presentó su largometraje La mort de Guillem, sobre el calvario judicial y la vida amenazada de la familia de Guillem Agulló tras su asesinato en 1993 a manos de neonazis.

## Filmografía

### Largometrajes
- 10.000 km (2014)
- 13 dies d'octubre (TV movie) (2015)
- Tierra firme (2017)
- Los días que vendrán (2019)
- La mort de Guillem (TV movie) (2020)
- Polvo serán  (2024)

### Documentales
- De Pizarros y atahualpas (2009)
- El día que la conocimos (2012)

### Series
- En el corredor de la muerte (2019)
- La Ruta (2022)

### Cortometrajes
- Amunt i a vall (2006)
- Fora de joc (2007)
- Aullidos (2008)
- Y'll be alone (2010)
- 5456 Miles away (2010)
- Say goodnight (2011)
- Yellow ribbon (2012)
- Mateix lloc, mateixa hora (2012)

## Premios y nominaciones

### Premios
- 2006: Premio nacional de Jóvenes Creadoras de Injuve por Amunt i Avall
- 2014: Biznaga de oro a la mejor película del Festival de Málaga de Cine Español por 10.000 km
- 2014: Biznaga de plata a la mejor dirección del Festival de Málaga de Cine Español por 10.000 km
- 2014: Mejor guionista novel del Festival de Málaga de Cine Español por 10.000 km
- 2014: Premio de la crítica del Festival de Málaga de Cine Español por 10.000 km
- 2015: Gaudí a la mejor película en lengua no catalana por 10.000 km
- 2015: Gaudí a la mejor dirección por 10.000 km[3]
- 2015: Gaudí al mejor guion por 10.000 km
- 2015: Goya al mejor director novel por 10.000 km
- 2019: Biznaga de Oro a la mejor película del Festival de Málaga Cine en Español por Los días que vendrán
- 2019: Biznaga de Plata a la mejor dirección del Festival de Málaga Cine en Español por Los días que vendrán

### Nominaciones
- 2015: Fassbinder a la mejor película revelación por 10.000 km
- 2015: Gaudí al mejor montaje por 10.000 km